# Deuxième circonscription du Pas-de-Calais
La deuxième circonscription du Pas-de-Calais est l'une des douze circonscriptions législatives françaises que compte le département du Pas-de-Calais (62) situé en région Hauts-de-France.

## Description géographique et démographique

### De 1958 à 1986
Le département avait quatorze circonscriptions.
La deuxième circonscription du Pas-de-Calais était composée de :
- canton d'Avesnes-le-Comte
- canton de Bapaume
- canton de Beaumetz-lès-Loges
- canton de Bertincourt
- canton de Croisilles
- canton de Marquion
- canton de Pas-en-Artois
- canton de Vitry-en-Artois
- commune de Gavrelle
- commune d'Izel-lès-Équerchin
- commune de Neuvireuil
- commune d'Oppy
- commune de Quiéry-la-Motte

Source : Journal Officiel du 14-15 Octobre 1958.

### Depuis 1988
La deuxième circonscription du Pas-de-Calais est délimitée par le découpage électoral de la loi n°86-1197 du 24 novembre 1986
, elle regroupe les divisions administratives suivantes : 
- Canton d'Arras-Nord
- Canton de Marquion
- Canton de Vimy
- Canton de Vitry-en-Artois.

### Depuis 2012
Depuis le redécoupage électoral de 2010, la deuxième circonscription regroupe les cinq cantons suivants : 
- Canton d'Arras-Nord
- Canton d'Arras-Ouest
- Canton d'Arras-Sud
- Canton de Dainville
- Canton de Vimy.

Ce regroupement de divisions administratives (cantons) est celui en vigueur pour les élections législatives de 2022.

### Démographie
D'après le recensement de la population en 2019, réalisé par l'Institut national de la statistique et des études économiques (INSEE), la population de cette circonscription est estimée à 117 433 habitants,.

## Historique des députations
| Législature | Début de mandat | Fin de mandat  | Député              | Parti politique | Observations                                                                          |
| ----------- | --------------- | -------------- | ------------------- | --------------- | ------------------------------------------------------------------------------------- |
| IXe         | 23 juin 1988    | 1er avril 1993 | André Delehedde     | PS              |                                                                                       |
| Xe          | 2 avril 1993    | 21 avril 1997  | Charles Gheerbrant, | UDF,            | Mandat écourté à la suite d'une dissolution parlementaire décidée par Jacques Chirac. |
| XIe         | 12 juin 1997    | 18 juin 2002   | Catherine Génisson, | PS,             |                                                                                       |
| XIIe        | 19 juin 2002    | 19 juin 2007   | Catherine Génisson, | PS,             |                                                                                       |
| XIIIe       | 20 juin 2007    | 19 juin 2012   | Catherine Génisson  | PS              | Devient sénatrice en octobre 2011 et quitte de ce fait son mandat de députée          |
| XIVe        | 20 juin 2012    | 20 juin 2017   | Jacqueline Maquet   | PS              |                                                                                       |
| XVe         | 21 juin 2017    | 21 juin 2022   | Jacqueline Maquet   | LREM            |                                                                                       |

## Historique des élections

### Élections de 1958
| Candidat       | Candidat         | Parti          | Premier tour | Premier tour | Second tour | Second tour |  |
| Candidat       | Candidat         | Parti          | Voix         | %            | Voix        | %           |  |
| -------------- | ---------------- | -------------- | ------------ | ------------ | ----------- | ----------- |  |
|                | Henri Duflot élu | UNR            | 13 215       | 29,04        | 24 784      | 53,8        |  |
|                | Michel Darras    | SFIO           | 11 814       | 25,96        | 12 510      | 27,15       |  |
|                | Jules Catoire    | MRP            | 9 760        | 21,45        | Retrait     | Retrait     |  |
|                | Roger Coté       | PCF            | 8 665        | 19,04        | 8 777       | 19,05       |  |
|                | Raymond Ditte    | UFF            | 2 048        | 4,5          |             |             |  |
|                |                  |                |              |              |             |             |  |
| Inscrits       | Inscrits         | Inscrits       | 55 182       | 100,00       | 55 199      | 100,00      |  |
| Abstentions    | Abstentions      | Abstentions    | 8 493        | 15,39        | 8 286       | 15,01       |  |
| Votants        | Votants          | Votants        | 46 689       | 84,61        | 46 913      | 84,99       |  |
| Blancs et nuls | Blancs et nuls   | Blancs et nuls | 1 187        | 2,54         | 842         | 1,79        |  |
| Exprimés       | Exprimés         | Exprimés       | 45 502       | 97,46        | 46 071      | 98,21       |  |

Le suppléant d'Henri Duflot était Albert Thuillier, cultivateur, conseiller général du canton de Croisilles, maire d'Ervillers.

### Élections de 1962
| Candidat       | Candidat                   | Parti          | Premier tour | Premier tour | Second tour | Second tour |  |
| Candidat       | Candidat                   | Parti          | Voix         | %            | Voix        | %           |  |
| -------------- | -------------------------- | -------------- | ------------ | ------------ | ----------- | ----------- |  |
|                | Henri Duflot sortant réélu | UNR-UDT        | 15 819       | 37,12        | 22 003      | 50,17       |  |
|                | Henri Guidet               | SFIO           | 11 668       | 27,38        | 21 851      | 49,83       |  |
|                | René Camphin               | PCF            | 8 807        | 20,67        | Retrait     | Retrait     |  |
|                | Jules Catoire              | MRP            | 6 320        | 14,83        | Retrait     | Retrait     |  |
|                |                            |                |              |              |             |             |  |
| Inscrits       | Inscrits                   | Inscrits       | 54 271       | 100,00       | 54 269      | 100,00      |  |
| Abstentions    | Abstentions                | Abstentions    | 10 467       | 19,29        | 8 794       | 16,2        |  |
| Votants        | Votants                    | Votants        | 43 804       | 80,71        | 45 475      | 83,8        |  |
| Blancs et nuls | Blancs et nuls             | Blancs et nuls | 1 190        | 2,72         | 1 621       | 3,56        |  |
| Exprimés       | Exprimés                   | Exprimés       | 42 614       | 97,28        | 43 854      | 96,44       |  |

Le suppléant d'Henri Duflot était Jean Chambon, ingénieur agricole, vétérinaire à Bailleulmont.

### Élections de 1967
| Candidat       | Candidat             | Parti          | Premier tour | Premier tour | Second tour | Second tour |  |
| Candidat       | Candidat             | Parti          | Voix         | %            | Voix        | %           |  |
| -------------- | -------------------- | -------------- | ------------ | ------------ | ----------- | ----------- |  |
|                | Henri Duflot sortant | UD-Ve          | 16 501       | 35,75        | 21 428      | 45,91       |  |
|                | Henri Guidet élu     | SFIO (FGDS)    | 13 257       | 28,72        | 25 247      | 54,09       |  |
|                | Louis Stienne        | PCF            | 10 001       | 21,67        | Retrait     | Retrait     |  |
|                | Louis Petit          | CD (PDM)       | 3 692        | 8            |             |             |  |
|                | Louis de Diesbach    | Modérés        | 2 702        | 5,85         |             |             |  |
|                |                      |                |              |              |             |             |  |
| Inscrits       | Inscrits             | Inscrits       | 53 043       | 100,00       | 53 027      | 100,00      |  |
| Abstentions    | Abstentions          | Abstentions    | 5 948        | 11,21        | 5 268       | 9,93        |  |
| Votants        | Votants              | Votants        | 47 095       | 88,79        | 47 759      | 90,07       |  |
| Blancs et nuls | Blancs et nuls       | Blancs et nuls | 942          | 2            | 1 084       | 2,27        |  |
| Exprimés       | Exprimés             | Exprimés       | 46 153       | 98           | 46 675      | 97,73       |  |

Le suppléant d'Henri Guidet était Auguste Hornoy, maitre agricole intercommunal, maire de Fosseux.

### Élections de 1968
| Candidat       | Candidat             | Parti          | Premier tour | Premier tour | Second tour | Second tour |  |
| Candidat       | Candidat             | Parti          | Voix         | %            | Voix        | %           |  |
| -------------- | -------------------- | -------------- | ------------ | ------------ | ----------- | ----------- |  |
|                | Jean Chambon élu     | UDR (URP)      | 20 142       | 43,39        | 24 643      | 52,42       |  |
|                | Henri Guidet sortant | SFIO (FGDS)    | 12 386       | 26,68        | 22 367      | 47,58       |  |
|                | Louis Stienne        | PCF            | 9 522        | 20,51        | Retrait     | Retrait     |  |
|                | Louis Petit          | CD (PDM)       | 4 369        | 9,41         |             |             |  |
|                |                      |                |              |              |             |             |  |
| Inscrits       | Inscrits             | Inscrits       | 53 025       | 100,00       | 53 036      | 100,00      |  |
| Abstentions    | Abstentions          | Abstentions    | 5 887        | 11,1         | 5 160       | 9,73        |  |
| Votants        | Votants              | Votants        | 47 138       | 88,9         | 47 876      | 90,27       |  |
| Blancs et nuls | Blancs et nuls       | Blancs et nuls | 719          | 1,53         | 866         | 1,81        |  |
| Exprimés       | Exprimés             | Exprimés       | 46 419       | 98,47        | 47 010      | 98,19       |  |

Le suppléant de Jean Chambon était Pierre Vitté, agent de maitrise administratif, adjoint au maire de Corbehem.

### Élections de 1973
| Candidat       | Candidat                   | Parti          | Premier tour | Premier tour | Second tour | Second tour |  |
| Candidat       | Candidat                   | Parti          | Voix         | %            | Voix        | %           |  |
| -------------- | -------------------------- | -------------- | ------------ | ------------ | ----------- | ----------- |  |
|                | Jean Chambon sortant réélu | UDR (URP)      | 12 433       | 25,83        | 25 353      | 53,43       |  |
|                | Louis Stienne              | PCF            | 11 264       | 23,4         | 22 098      | 46,57       |  |
|                | Gustave Viart              | PS (UGSD)      | 9 839        | 20,44        | Retrait     | Retrait     |  |
|                | Louis Petit                | CD (MR)        | 5 801        | 12,05        |             |             |  |
|                | Albert Rivaux              | Divers droite  | 4 272        | 8,88         |             |             |  |
|                | Pierre Morel               | Divers droite  | 2 449        | 5,09         |             |             |  |
|                | Robert Michaut             | Divers         | 1 632        | 3,39         |             |             |  |
|                | Émile Catherine            | Divers         | 439          | 0,91         |             |             |  |
|                |                            |                |              |              |             |             |  |
| Inscrits       | Inscrits                   | Inscrits       | 55 609       | 100,00       | 55 522      | 100,00      |  |
| Abstentions    | Abstentions                | Abstentions    | 6 375        | 11,46        | 5 624       | 10,13       |  |
| Votants        | Votants                    | Votants        | 49 234       | 88,54        | 49 898      | 89,87       |  |
| Blancs et nuls | Blancs et nuls             | Blancs et nuls | 1 105        | 2,24         | 2 447       | 4,9         |  |
| Exprimés       | Exprimés                   | Exprimés       | 48 129       | 97,76        | 47 451      | 95,1        |  |

Le suppléant de Jean Chambon était Marc Buissart, pharmacien, maire d'Écourt-Saint-Quentin.

### Élections de 1978
| Candidat       | Candidat                   | Parti          | Premier tour | Premier tour | Second tour | Second tour |  |
| Candidat       | Candidat                   | Parti          | Voix         | %            | Voix        | %           |  |
| -------------- | -------------------------- | -------------- | ------------ | ------------ | ----------- | ----------- |  |
|                | Jean Chambon sortant       | RPR            | 18 186       | 33,12        | 26 978      | 47,79       |  |
|                | Jean-Pierre Defontaine élu | MRG            | 13 734       | 25,02        | 29 476      | 52,21       |  |
|                | Martial Stienne            | PCF            | 13 656       | 24,87        | Retrait     | Retrait     |  |
|                | Serge Hauchart             | UDF (PR)       | 7 656        | 13,94        |             |             |  |
|                | Jean-Jacques Campini       | LO             | 1 571        | 2,86         |             |             |  |
|                | Léon Duquénoy              | FN             | 99           | 0,18         |             |             |  |
|                |                            |                |              |              |             |             |  |
| Inscrits       | Inscrits                   | Inscrits       | 62 344       | 100,00       | 62 227      | 100,00      |  |
| Abstentions    | Abstentions                | Abstentions    | 6 141        | 9,85         | 4 791       | 7,7         |  |
| Votants        | Votants                    | Votants        | 56 203       | 90,15        | 57 436      | 92,3        |  |
| Blancs et nuls | Blancs et nuls             | Blancs et nuls | 1 301        | 2,31         | 982         | 1,71        |  |
| Exprimés       | Exprimés                   | Exprimés       | 54 902       | 97,69        | 56 454      | 98,29       |  |

Le suppléant de Jean-Pierre Defontaine était Michel Chopin, PS, inspecteur départemental des transports, conseiller régional, conseiller général du canton de Marquion, conseiller municipal d'Oisy-le-Verger.

### Élections de 1981
| Candidat       | Candidat                             | Parti          | Premier tour | Premier tour | Second tour | Second tour |  |
| Candidat       | Candidat                             | Parti          | Voix         | %            | Voix        | %           |  |
| -------------- | ------------------------------------ | -------------- | ------------ | ------------ | ----------- | ----------- |  |
|                | Jean-Pierre Defontaine sortant réélu | MRG            | 22 571       | 43,55        | 32 280      | 60,15       |  |
|                | Jean-Paul Delevoye                   | RPR (UNM)      | 17 699       | 34,15        | 21 389      | 39,85       |  |
|                | Martial Stienne                      | PCF            | 11 557       | 22,30        | Retrait     | Retrait     |  |
|                |                                      |                |              |              |             |             |  |
| Inscrits       | Inscrits                             | Inscrits       | 63 995       | 100,00       | 63 987      | 100,00      |  |
| Abstentions    | Abstentions                          | Abstentions    | 11 342       | 17,72        | 9 329       | 14,58       |  |
| Votants        | Votants                              | Votants        | 52 653       | 82,28        | 54 658      | 85,42       |  |
| Blancs et nuls | Blancs et nuls                       | Blancs et nuls | 826          | 1,57         | 989         | 1,81        |  |
| Exprimés       | Exprimés                             | Exprimés       | 51 827       | 98,43        | 53 669      | 98,19       |  |

Le suppléant de Jean-Pierre Defontaine était Michel Chopin.

### Élections de 1988
| Candidat       | Candidat                                 | Parti           | Premier tour | Premier tour | Second tour | Second tour |  |
| Candidat       | Candidat                                 | Parti           | Voix         | %            | Voix        | %           |  |
| -------------- | ---------------------------------------- | --------------- | ------------ | ------------ | ----------- | ----------- |  |
|                | André Delehedde sortant réélu            | PS              | 20 478       | 43,71        | 29 279      | 59,81       |  |
|                | Jean-Marie Vanlerenberghe                | UDF (CDS) (URC) | 14 465       | 30,88        | 19 675      | 40,19       |  |
|                | Martial Stienne                          | PCF             | 7 700        | 16,44        |             |             |  |
|                | François Porteu de La Morandière sortant | FN              | 4 206        | 8,98         |             |             |  |
|                |                                          |                 |              |              |             |             |  |
| Inscrits       | Inscrits                                 | Inscrits        | 66 214       | 100,00       | 66 207      | 100,00      |  |
| Abstentions    | Abstentions                              | Abstentions     | 18 177       | 27,45        | 15 577      | 23,53       |  |
| Votants        | Votants                                  | Votants         | 48 037       | 72,55        | 50 630      | 76,47       |  |
| Blancs et nuls | Blancs et nuls                           | Blancs et nuls  | 1 188        | 2,47         | 1 676       | 3,31        |  |
| Exprimés       | Exprimés                                 | Exprimés        | 46 849       | 97,53        | 48 954      | 96,69       |  |

Le suppléant d'André Delehedde était Jean-Marie Alexandre, Député européen, conseiller régional, conseiller municipal de Souchez.

### Élections de 1993
| Candidat       | Candidat                         | Parti          | Premier tour | Premier tour | Second tour | Second tour |  |
| Candidat       | Candidat                         | Parti          | Voix         | %            | Voix        | %           |  |
| -------------- | -------------------------------- | -------------- | ------------ | ------------ | ----------- | ----------- |  |
|                | Charles Gheerbrant élu           | UDF (UPF)      | 16 273       | 32,88        | 25 704      | 52,9        |  |
|                | Jean-Marie Alexandre             | PS (ADFP)      | 10 871       | 21,97        | 22 889      | 47,1        |  |
|                | Martial Stienne                  | PCF            | 8 428        | 17,03        |             |             |  |
|                | François Porteu de La Morandière | FN             | 6 143        | 12,41        |             |             |  |
|                | Alain Bailleul                   | GÉ (EÉ)        | 3 034        | 6,13         |             |             |  |
|                | Ariette Arribert                 | LT-LNÉ         | 2 082        | 4,21         |             |             |  |
|                | Patrick Dermaux                  | Divers droite  | 1 977        | 3,99         |             |             |  |
|                | Jean-Luc Yacine                  | MDD            | 531          | 1,07         |             |             |  |
|                | Joël Vasseur                     | Extrême gauche | 152          | 0,31         |             |             |  |
|                |                                  |                |              |              |             |             |  |
| Inscrits       | Inscrits                         | Inscrits       | 69 449       | 100,00       | 69 449      | 100,00      |  |
| Abstentions    | Abstentions                      | Abstentions    | 16 578       | 23,87        | 16 277      | 23,44       |  |
| Votants        | Votants                          | Votants        | 52 871       | 76,13        | 53 172      | 76,56       |  |
| Blancs et nuls | Blancs et nuls                   | Blancs et nuls | 3 380        | 6,39         | 4 579       | 8,61        |  |
| Exprimés       | Exprimés                         | Exprimés       | 49 491       | 93,61        | 48 593      | 91,39       |  |

Le suppléant de Charles Gheerbrant était Lionel Lancry, conseiller général, adjoint au maire de Vimy.

### Élections de 1997
| Candidat       | Candidat                   | Parti             | Premier tour | Premier tour | Second tour | Second tour |  |
| Candidat       | Candidat                   | Parti             | Voix         | %            | Voix        | %           |  |
| -------------- | -------------------------- | ----------------- | ------------ | ------------ | ----------- | ----------- |  |
|                | Charles Gheerbrant sortant | UDF (FD)          | 13 480       | 26,39        | 22 216      | 43,11       |  |
|                | Catherine Génisson élue    | PS                | 13 115       | 24,82        | 29 317      | 56,89       |  |
|                | Jean-Marie Alexandre       | MRC (PCF)         | 11 844       | 23,19        | Retrait     | Retrait     |  |
|                | Yvon-Marie Lherbier        | FN                | 7 344        | 14,38        |             |             |  |
|                | Gilles Pennequin           | Divers écologiste | 3 565        | 6,98         |             |             |  |
|                | Walter Lamiet              | MPF (LDI)         | 1 729        | 3,39         |             |             |  |
|                |                            |                   |              |              |             |             |  |
| Inscrits       | Inscrits                   | Inscrits          | 70 314       | 100,00       | 70 318      | 100,00      |  |
| Abstentions    | Abstentions                | Abstentions       | 16 358       | 23,26        | 15 305      | 21,77       |  |
| Votants        | Votants                    | Votants           | 53 956       | 76,74        | 55 013      | 78,23       |  |
| Blancs et nuls | Blancs et nuls             | Blancs et nuls    | 2 879        | 5,34         | 3 480       | 6,33        |  |
| Exprimés       | Exprimés                   | Exprimés          | 51 077       | 94,66        | 51 533      | 93,67       |  |

Le suppléant de Catherine Génisson était Jean-Pierre Hecquet, fonctionnaire, maire de Brebières.

### Élections de 2002
| Candidat       | Candidat                           | Parti            | Premier tour | Premier tour | Second tour | Second tour |  |
| Candidat       | Candidat                           | Parti            | Voix         | %            | Voix        | %           |  |
| -------------- | ---------------------------------- | ---------------- | ------------ | ------------ | ----------- | ----------- |  |
|                | Catherine Génisson sortante réélue | PS               | 15 812       | 32,71        | 24 766      | 54,16       |  |
|                | François Desmazière                | UMP              | 11 995       | 24,82        | 20 962      | 45,84       |  |
|                | Catherine Salagnac                 | FN               | 6 029        | 12,47        |             |             |  |
|                | Jean-Marie Alexandre               | Pôle républicain | 3 644        | 7,54         |             |             |  |
|                | Jean-François Depret               | MPF              | 3 298        | 6,82         |             |             |  |
|                | Jean-Michel Becquet                | CPNT             | 2 230        | 4,61         |             |             |  |
|                | Jacques Patris                     | PCF              | 1 340        | 2,77         |             |             |  |
|                | Monique Suckerdoff                 | Les Verts        | 772          | 1,6          |             |             |  |
|                | Catherine Adamus                   | LO               | 741          | 1,53         |             |             |  |
|                | Armelle Pertus                     | LCR              | 712          | 1,47         |             |             |  |
|                | Dominique Lermoyer                 | LT-LNÉ           | 648          | 1,34         |             |             |  |
|                | Dominique Denghin                  | MNR              | 395          | 0,82         |             |             |  |
|                | Éric Venel                         | MÉI              | 312          | 0,65         |             |             |  |
|                | Éric Julien                        | Divers           | 229          | 0,47         |             |             |  |
|                | Sherif Blaha                       | GÉ               | 103          | 0,21         |             |             |  |
|                | Guy Roaux                          | Divers droite    | 76           | 0,16         |             |             |  |
|                |                                    |                  |              |              |             |             |  |
| Inscrits       | Inscrits                           | Inscrits         | 73 865       | 100,00       | 73 897      | 100,00      |  |
| Abstentions    | Abstentions                        | Abstentions      | 24 280       | 32,87        | 25 889      | 35,03       |  |
| Votants        | Votants                            | Votants          | 49 585       | 67,13        | 48 008      | 64,97       |  |
| Blancs et nuls | Blancs et nuls                     | Blancs et nuls   | 1 249        | 2,52         | 2 280       | 4,75        |  |
| Exprimés       | Exprimés                           | Exprimés         | 48 336       | 97,48        | 45 728      | 95,25       |  |

Le suppléant de Catherine Génisson était Jean-Pierre Hecquet.

### Élections de 2007
| Candidat       | Candidat                           | Parti          | Premier tour | Premier tour | Second tour | Second tour |  |
| Candidat       | Candidat                           | Parti          | Voix         | %            | Voix        | %           |  |
| -------------- | ---------------------------------- | -------------- | ------------ | ------------ | ----------- | ----------- |  |
|                | Catherine Génisson sortante réélue | PS             | 19 137       | 38,80        | 27 635      | 56,11       |  |
|                | Michel Ziolkowski                  | UMP            | 17 403       | 35,29        | 21 615      | 43,89       |  |
|                | Denise Bocquillet                  | UDF–MoDem      | 3 497        | 7,09         |             |             |  |
|                | Dominique Denghin                  | FN             | 3 063        | 6,21         |             |             |  |
|                | Jean-Michel Becquet                | CPNT           | 1 529        | 3,10         |             |             |  |
|                | Thierry Matezak                    | Les Verts      | 1 323        | 02,68        |             |             |  |
|                | Juliette Perrot                    | LCR            | 1 287        | 2,61         |             |             |  |
|                | Jean-Pierre Delezenne              | PCF            | 1 263        | 2,56         |             |             |  |
|                | Marine Molins                      | LO             | 516          | 1,05         |             |             |  |
|                | Dominique Guffroy                  | PT             | 300          | 0,61         |             |             |  |
|                |                                    |                |              |              |             |             |  |
| Inscrits       | Inscrits                           | Inscrits       | 76 522       | 100,00       | 76 518      | 100,00      |  |
| Abstentions    | Abstentions                        | Abstentions    | 26 140       | 34,16        | 25 730      | 33,63       |  |
| Votants        | Votants                            | Votants        | 50 382       | 65,84        | 50 788      | 66,37       |  |
| Blancs et nuls | Blancs et nuls                     | Blancs et nuls | 1 064        | 2,11         | 1 538       | 3,03        |  |
| Exprimés       | Exprimés                           | Exprimés       | 49 318       | 97,89        | 49 250      | 96,97       |  |

### Élections de 2012
| Candidat       | Candidat                          | Parti          | Premier tour | Premier tour | Second tour | Second tour |  |
| Candidat       | Candidat                          | Parti          | Voix         | %            | Voix        | %           |  |
| -------------- | --------------------------------- | -------------- | ------------ | ------------ | ----------- | ----------- |  |
|                | Jacqueline Maquet sortante réélue | PS (MRC)       | 21 345       | 42,92        | 27 626      | 59,27       |  |
|                | Jean-Marie Prestaux               | UMP            | 12 962       | 26,06        | 18 982      | 40,73       |  |
|                | Dalila Decobert                   | FN (RBM)       | 8 440        | 16,97        |             |             |  |
|                | Laure Olivier                     | EÉLV (MÉI)     | 2 377        | 4,78         |             |             |  |
|                | Sandra Dusautoir-Dionet           | PCF (FG)       | 2 286        | 4,60         |             |             |  |
|                | Véronique Loir                    | DLR            | 1 222        | 2,46         |             |             |  |
|                | Pascale Tillier                   | POI            | 304          | 0,61         |             |             |  |
|                | Colette Bellettre                 | NPA            | 232          | 0,47         |             |             |  |
|                | Abmajid Belhadj                   | LO             | 219          | 0,44         |             |             |  |
|                | Matthieu Fontana                  | S&P            | 199          | 0,40         |             |             |  |
|                | Terence Hien                      | MOC            | 147          | 0,30         |             |             |  |
|                |                                   |                |              |              |             |             |  |
| Inscrits       | Inscrits                          | Inscrits       | 84 287       | 100,00       | 84 287      | 100,00      |  |
| Abstentions    | Abstentions                       | Abstentions    | 33 325       | 39,54        | 35 002      | 41,53       |  |
| Votants        | Votants                           | Votants        | 50 962       | 60,46        | 49 285      | 58,47       |  |
| Blancs et nuls | Blancs et nuls                    | Blancs et nuls | 1 229        | 2,41         | 2 677       | 5,43        |  |
| Exprimés       | Exprimés                          | Exprimés       | 49 733       | 97,59        | 46 608      | 94,57       |  |

### Élections de 2017
Les élections législatives de 2017 dans le Pas-de-Calais ont eu lieu les 11 et 18 juin 2017.
|                                                                               |                                                                           |                           |                           |                          |                          |
|                                                                               |                                                                           | Premier tour 11 juin 2017 | Premier tour 11 juin 2017 | Second tour 18 juin 2017 | Second tour 18 juin 2017 |
|                                                                               |                                                                           |                           |                           |                          |                          |
|                                                                               |                                                                           | Nombre                    | % des inscrits            | Nombre                   | % des inscrits           |
| Inscrits                                                                      | Inscrits                                                                  | 85 132                    | 100,00                    | 85 128                   | 100,00                   |
| Abstentions                                                                   | Abstentions                                                               | 40 498                    | 47,57                     | 45 365                   | 53,29                    |
| Votants                                                                       | Votants                                                                   | 44 634                    | 52,43                     | 39 763                   | 46,71                    |
|                                                                               |                                                                           |                           | % des votants             |                          | % des votants            |
| Bulletins blancs                                                              | Bulletins blancs                                                          | 790                       | 1,77                      | 3 181                    | 8,00                     |
| Bulletins nuls                                                                | Bulletins nuls                                                            | 410                       | 0,92                      | 1 707                    | 4,29                     |
| Suffrages exprimés                                                            | Suffrages exprimés                                                        | 43 434                    | 97,31                     | 34 875                   | 87,71                    |
|                                                                               |                                                                           |                           |                           |                          |                          |
| Étiquette politique (partis et alliances)                                     | Étiquette politique (partis et alliances)                                 | Voix                      | % des exprimés            | Voix                     | % des exprimés           |
|                                                                               |                                                                           |                           |                           |                          |                          |
|                                                                               | Jacqueline Maquet (députée sortante) La République en marche              | 15 889                    | 36,58                     | 22 847                   | 65,51                    |
|                                                                               | Alban Heusele Front national                                              | 7 718                     | 17,77                     | 12 028                   | 34,49                    |
|                                                                               | Alexandre Malfait Union des démocrates et indépendants (Les Républicains) | 6 937                     | 15,97                     |                          |                          |
|                                                                               | Caroline Delplace La France insoumise                                     | 5 531                     | 12,73                     |                          |                          |
|                                                                               | Antoine Détourné Parti socialiste                                         | 2 880                     | 6,63                      |                          |                          |
|                                                                               | Laure Olivier Europe Écologie Les Verts                                   | 2 051                     | 4,72                      |                          |                          |
|                                                                               | Véronique Loir Debout la France                                           | 880                       | 2,03                      |                          |                          |
|                                                                               | Leïla Dutailly Parti communiste français                                  | 548                       | 1,26                      |                          |                          |
|                                                                               | Ameline Clinckemaillié Divers (Union populaire républicaine)              | 338                       | 0,78                      |                          |                          |
|                                                                               | Abmajid Belhadj Lutte ouvrière                                            | 307                       | 0,71                      |                          |                          |
|                                                                               | Audric Alexandre Divers gauche (Parti des citoyens européens)             | 260                       | 0,60                      |                          |                          |
|                                                                               | Michèle Dessenne Divers gauche (Parti de la démondialisation)             | 51                        | 0,12                      |                          |                          |
|                                                                               | Benjamin Charlier Divers (À nous la démocratie)                           | 44                        | 0,10                      |                          |                          |
| Source : Ministère de l'Intérieur - Deuxième circonscription du Pas-de-Calais |                                                                           |                           |                           |                          |                          |

### Élections de 2022
Les élections législatives françaises de 2022 ont eu lieu les dimanches 12 et 19 juin 2022.
| Résultats des élections législatives des 12 et 19 juin 2022 de la 2e circonscription du Pas-de-Calais |                          |                          |                          |              |              |             |             |
| Candidat                                                                                              | Candidat                 | Parti et coalition       | Nuance                   | Premier tour | Premier tour | Second tour | Second tour |
| Candidat                                                                                              | Candidat                 | Parti et coalition       | Nuance                   | Voix         | %            | Voix        | %           |
| | Jacqueline Maquet        | LREM (ENS)               | ENS                      | 12 234       | 28,47        | 20 968      | 54,73       |
| | Alban Heusèle            | RN                       | RN                       | 10 604       | 24,68        | 17 345      | 45,27       |
| | Morgane Rengard          | LFI (NUPES)              | NUP                      | 9 660        | 22,48        |             |             |
| | Emmanuelle Lapouille     | LR (UDC)                 | LR                       | 4 004        | 9,32         |             |             |
| | Isabelle Georget         | REC                      | REC                      | 1 365        | 3,18         |             |             |
| | Bruno Ladsous            | MEI (TUPV)               | ECO                      | 1 197        | 2,79         |             |             |
| | Nathalie Zayonnet        | PA                       | ECO                      | 1 053        | 2,45         |             |             |
| | Philippe La Grange       | MDC                      | RDG                      | 932          | 2,17         |             |             |
| | Pauline Nayet            | PACE                     | DVG                      | 749          | 1,74         |             |             |
| | Véronique Loir           | DLF (UPF)                | DSV                      | 570          | 1,33         |             |             |
| | Béatrice Bouffart        | LO                       | DXG                      | 476          | 1,11         |             |             |
| | Arnaud Kosbur            | UDMF                     | DIV                      | 118          | 0,27         |             |             |
| | Sébastien Peugnet        | PP                       | DIV                      | 12           | 0,03         |             |             |
| Votes valides                                                                                         | Votes valides            | Votes valides            | Votes valides            | 42 974       | 97,32        | 38 313      | 89,41       |
| Votes blancs                                                                                          | Votes blancs             | Votes blancs             | Votes blancs             | 731          | 1,66         | 2 901       | 6,77        |
| Votes nuls                                                                                            | Votes nuls               | Votes nuls               | Votes nuls               | 452          | 1,02         | 1 636       | 3,82        |
| Total                                                                                                 | Total                    | Total                    | Total                    | 44 157       | 100          | 42 850      | 100         |
| Abstention                                                                                            | Abstention               | Abstention               | Abstention               | 43 458       | 49,60        | 44 772      | 51,10       |
| Inscrits / participation                                                                              | Inscrits / participation | Inscrits / participation | Inscrits / participation | 87 615       | 50,40        | 87 622      | 48,90       |

### Élections de 2024
| Candidat                 | Candidat                 | Parti et coalition       | Nuance                   | Premier tour | Premier tour | Second tour | Second tour |
| Candidat                 | Candidat                 | Parti et coalition       | Nuance                   | Voix         | %            | Voix        | %           |
| ------------------------ | ------------------------ | ------------------------ | ------------------------ | ------------ | ------------ | ----------- | ----------- |
|                          | Alban Heusèle            | RN                       | RN                       | 22 239       | 37,31        | 25 028      | 44,16       |
|                          | Agnès Pannier-Runacher   | RE - TdP (ENS)           | ENS                      | 12 838       | 21,54        | 31 642      | 55,84       |
|                          | Alexandre Cousin         | LÉ (NFP)                 | UG                       | 11 991       | 20,12        | Retrait     | Retrait     |
|                          | Nicolas Desfachelle,     | RE diss.                 | DVC                      | 8 303        | 13,93        |             |             |
|                          | Mabrouka Dhifallah       | LR (UDC)                 | LR                       | 2 180        | 3,66         |             |             |
|                          | Bruno Ladsous            | MEI (RAS)                | ECO                      | 946          | 1,59         |             |             |
|                          | Nathalie Leblanc         | REC                      | REC                      | 697          | 1,17         |             |             |
|                          | Béatrice Bouffart        | LO                       | EXG                      | 409          | 0,69         |             |             |
|                          |                          |                          |                          |              |              |             |             |
| Suffrages exprimés       | Suffrages exprimés       | Suffrages exprimés       | Suffrages exprimés       | 59 603       | 97,60        | 56 670      | 94,96       |
| Votes blancs             | Votes blancs             | Votes blancs             | Votes blancs             | 981          | 1,61         | 1 960       | 3,28        |
| Votes nuls               | Votes nuls               | Votes nuls               | Votes nuls               | 484          | 0,79         | 1 045       | 1,75        |
| Total                    | Total                    | Total                    | Total                    | 61 068       | 100          | 59 675      | 100         |
| Abstention               | Abstention               | Abstention               | Abstention               | 27 528       | 31,07        | 28 931      | 32,65       |
| Inscrits / participation | Inscrits / participation | Inscrits / participation | Inscrits / participation | 88 596       | 68,93        | 88 606      | 67,35       |

#### Département du Pas-de-Calais
- La fiche de l'INSEE de cette circonscription : « Tableaux et Analyses de la deuxième circonscription du Pas-de-Calais », sur insee.fr, site de l'Institut national de la statistique et des études économiques (consulté le 10 juin 2007) [PDF]

- « Tous les députés du département du Pas-de-Calais depuis 1789 », sur assemblee-nationale.fr, site de l'Assemblée nationale française (consulté le 10 juin 2007)

- « Informations contentieuses sur le département du Pas-de-Calais (Élections législatives de 2002) »(Archive.org • Wikiwix • Archive.is • Google • Que faire ?), sur conseil-constitutionnel.fr, site du Conseil constitutionnel (consulté le 13 juin 2007)

#### Circonscriptions en France
- « Carte des circonscriptions législatives en France », sur assemblee-nationale.fr, site de l'Assemblée nationale française (consulté le 10 juin 2007)

- « Résultats électoraux officiels en France »(Archive.org • Wikiwix • Archive.is • Google • Que faire ?), sur interieur.gouv.fr, site du ministère de l'Intérieur (France) (consulté le 13 juin 2007)

- Description et Atlas des circonscriptions électorales de France sur http://www.atlaspol.com, Atlaspol, site de cartographie géopolitique, consulté le 13 juin 2007.